# Hội đồng Tự do Cuba
Hội đồng Tự do Cuba (CLC) là một tổ chức phi lợi nhuận với mục tiêu đã nêu là thúc đẩy tự do và dân chủ ở Cuba.

## Hoạt động
Hội đồng Tự do Cuba được thành lập vào ngày 10 tháng 10 năm 2001. Nhiều thành viên trong Ban quản trị và Ban điều hành của tổ chức này đã đóng vai trò quan trọng trong việc định hình chính sách của Mỹ đối với Cuba và đã dẫn đầu các phái đoàn ngoại giao đến Ủy ban Nhân quyền Liên Hợp Quốc nhằm thông qua các thỏa thuận quan trọng. Các nghị quyết của Liên Hợp Quốc lên án hồ sơ nhân quyền của Fidel Castro. Họ cũng đóng vai trò cố vấn cho các chính phủ nước ngoài về chính sách Cuba của mình và từng gặp mặt nhiều nhà lãnh đạo thế giới, bao gồm: Václav Havel, Lech Wałęsa, Ronald Reagan, Boris Yeltsin, George H. W. Bush, George W. Bush, José María Aznar, Ernesto Zedillo và Felipe González.
Nó được gọi là một tổ chức 'kiên định'.

## Thành viên nổi bật
- Luis Zúñiga
- Marcell Felipe
- Feliciano Foyo
- Horacio García
- Diego R. Suárez
- Alberto Hernández
- Ninoska Pérez Castellón